# Kelvin Upshaw
Kelvin Parnell Upshaw (ur. 12 stycznia 1963 w Chicago) – amerykański koszykarz występujący na pozycji rzucającego obrońcy, po zakończeniu kariery zawodniczej trener koszykarski.

## Osiągnięcia
NCAA
- Uczestnik turnieju NCAA (1986)
- Mistrz sezonu regularnego konferencji Western Athletic (WAC – 1986)
- 2-krotnie zaliczony do I składu WAC[1]

Drużynowe
- Finalista USBL (1988)

Indywidualne
- Zaliczony do:
  - II składu:
    - CBA (1989)
    - defensywnego CBA (1987)
- Uczestnik:
  - meczu gwiazd:
    - CBA (1988)[1]
    - PLK (1998)[2]

  - konkursu rzutów za 3 punkty PLK (1998)[2]